# 維加多音樂廳

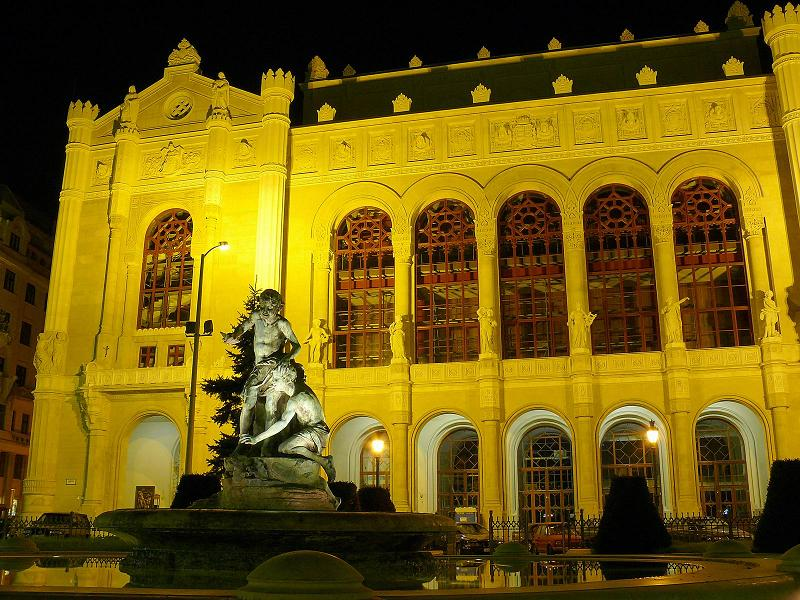

維加多音樂廳（Vigadó Concert Hall）是布達佩斯第二大的音樂廳，位於匈牙利首都布達佩斯多瑙河的東岸。維加多音樂廳的建築由Frigyes Feszl設計，修建於1859年。二戰期間該建築遭到破壞，此後得到重建。

## 外部連結
- Official site （页面存档备份，存于）

47°29′45.22″N 19°2′58.04″E / 47.4958944°N 19.0494556°E